# Lepidurus

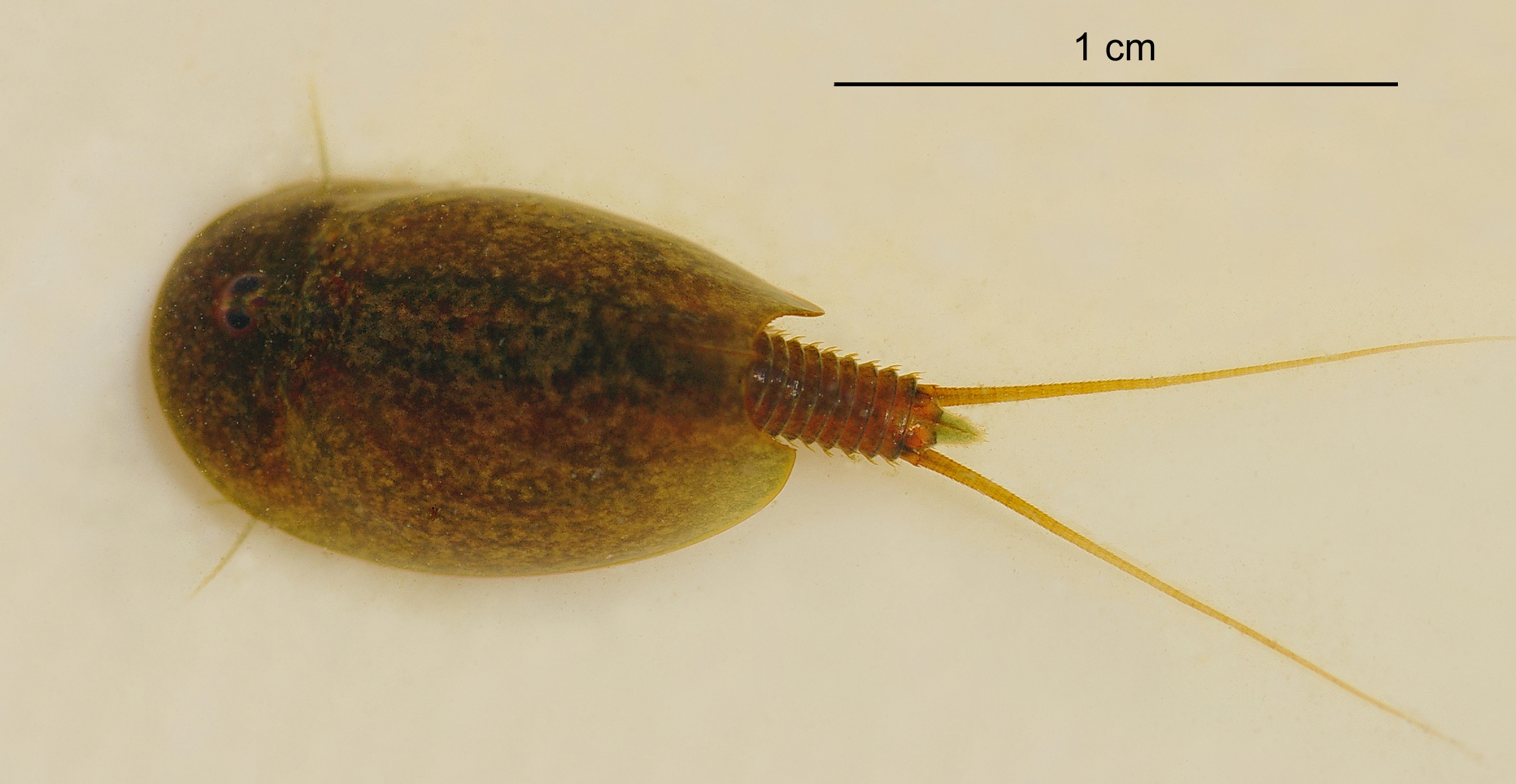
Der Schuppenschwanz, Lepidurus apus, kommt auch in Mitteleuropa vor

Die Gattung Lepidurus gehört innerhalb der Klasse der Kiemenfuß- oder Blattfußkrebse (Branchiopoda) zu den Rückenschalern oder Schildkrebsen (Notostraca).
Von der morphologisch sonst recht ähnlichen Schwestergattung Triops unterscheidet sich Lepidurus durch das Vorhandensein einer Supra-Analplatte zwischen den Ästen der Furca am Hinterleib (Abdomen). Die „Dauereier“ von Lepidurus (eigentlich encystierte, also verkapselte Embryonen in der Diapause) bleiben wie die anderer Rückenschaler über viele Jahre schlupffähig und können dabei lange Trockenphasen überdauern.
Die Gattung Lepidurus ist weltweit verbreitet, eine Art – der Schuppenschwanz (Lepidurus apus) – kommt in Mittel- und Südeuropa vor. Dieser Krebs erscheint im zeitigen Frühjahr und lebt bei Wassertemperaturen bis 15 °C in nur kurzzeitig bestehenden (sogenannten astatischen) Stillgewässern, vor allem in Schmelzwasser-, Überflutungs- und Qualmwassertümpeln innerhalb von Auengebieten. Er wird als ausgesprochene Kaltwasser- und Frühjahrsform („Frühjahrs-Schildkrebs“) deutlich früher aktiv als der wärmeliebende Triops cancriformis („Sommer-Schildkrebs“) und verschwindet, sobald die Temperaturen für die andere Art günstig werden. Eine solche zeitlich gegliederte Form der Biotopnutzung minimiert die zwischenartliche Konkurrenz. Die Habitate von Lepidurus apus – oft sehr unscheinbare Tümpel und Pfützen in Wiesen – sind zunehmend von Biotopzerstörung wie Flächenentwässerung oder Verfüllung bedroht.
Die Klassifikation der Arten wie auch der Unterarten ist in der Literatur nicht einheitlich geregelt, die Gültigkeit einiger Arten steht in Frage.